# Ahmed Ould Bouceif
Ahmed Ould Bouceif (né en 1934 et mort le 27 mai 1979) est un officier militaire et homme politique mauritanien. Il est Premier ministre de Mauritanie en 1979.

## Biographie
Le 6 avril 1979, il devient le Premier ministre du Président mauritanien Moustapha Ould Mohamed Saleck.
Il meurt un mois plus tard, le 27 mai 1979, dans un accident d'avion au large des côtes de Dakar.